# Cour supérieure du Québec
Vous pouvez aider à l'améliorer ou bien discuter des problèmes sur sa page de discussion.
- Il ne cite pas suffisamment ses sources. Vous pouvez indiquer les passages à sourcer avec {{référence nécessaire}} ou {{Référence souhaitée}}, et inclure les références utiles en les liant aux notes de bas de page. (Marqué depuis mai 2025)
- Son texte doit être wikifié : il ne correspond pas à la mise en forme Wikipédia (style, typographie, liens internes, liens entre les wikis, etc.). (Marqué depuis mai 2025)

- Archive Wikiwix
- Bing
- Cairn
- DuckDuckGo
- E. Universalis
- Gallica
- Google
- G. Books
- G. News
- G. Scholar
- Persée
- Qwant
- (zh) Baidu
- (ru) Yandex
- (wd) trouver des œuvres sur Wikidata

La Cour supérieure du Québec est le tribunal de droit commun qui a une compétence générale  sur l'ensemble du Québec. Comme toute cour supérieure au Canada, elle est une juridiction à compétence sans limite, c'est-à-dire qu'elle peut entendre toute matière qui n'est pas attribuée à un autre tribunal.
La Cour supérieure du Québec est une cour soit de première instance soit d'appel selon les domaines de droit. Elle connaît des litiges d'affaires civiles, familiales, commerciales, pénales, administratives et constitutionnelles.
La Cour supérieure du Québec est représentée dans les districts judiciaires du Québec. Elle compte en 2022 145 juges titulaires dont un juge en chef, un juge en chef associé, un juge en chef adjoint (poste vacant en 2022)  et des juges en surnuméraire, dont le chiffre maximal est fixé par réglementation fédérale à 111 postes budgétés.
Les membres de cette Cour ne sont pas choisis et nommés par le gouvernement du Québec ; en effet, chaque juge fait l'objet d'une procédure de sélection fait par le fédéral et, après sa sélection ,  il est nommé par le gouvernement fédéral canadien et est payé en tant que magistrat fédéral. Comme tous les autres juges dépendant des procédures fédérales au Canada, ils peuvent servir jusqu'à 75 ans, depuis la modification constitutionnelle du 1 er mars 1961, imposant aux juges fédéraux l'arrêt de leur fonction à cet âge .
Selon la langue du requérant, et ce depuis sa création en 1849, elle rend ses arrêts soit en anglais, soit en français. 
Pour la deuxième fois de son histoire, le juge en chef est une femme depuis le 2 juin 2022 ; elle avait été nommée dans cette Cour le 6 août 2010. En effet, la première femme à être juge en chef de la Cour supérieure du Québec fut Lise LEMIEUX, de 1996 à 2004. Elle avait été nommée dans cette Cour en 1978 et était devenue la première juge en chef associé en 1994.      
A nouveau, pour la seconde fois, le juge en chef associé est également une femme depuis le 1er octobre 2019 (Mme LA ROSA), faisant partie de la Cour depuis le 22 novembre 2006.     
La Cour supérieure du Québec comprend deux divisions, l'une à Montréal (avec 102 juges) et l'autre à Québec (avec 43 juges).     

## Compétences

### En matière civile
Elle est compétente en matière générale sur les litiges dont l'objet atteint une somme d'au moins 75 000 $ et également sur les questions familiales (divorce, pension alimentaire, garde des enfants). Elle entend aussi les demandes d'action collective au Québec.
Elle émet des injonctions pour faire cesser une activité préjudiciable.

### En matière pénale
En première instance, la Cour est composée d'un juge et de 12 jurés. Ainsi, la Cour a compétence pour entendre les procès lorsqu'un prévenu, accusé d'avoir commis un acte criminel, choisit d'être jugé devant un juge et un jury. De plus, la Cour possède une compétence exclusive relativement à certaines infractions criminelles comme le meurtre et la trahison. 
En appel, elle est composée d'un juge seulement et sa juridiction s'étend, tant en matière criminelle pour les infractions punissables sur déclaration sommaire de culpabilité qu'en matière pénale pour les infractions statutaires et réglementaires poursuivies en première instance devant une Cour municipale ou la Cour du Québec.

### Pouvoir de surveillance et de contrôle
La Cour supérieure, de par son pouvoir de surveillance et de contrôle juridictionnel, effectue la révision judiciaire des décisions des tribunaux inférieurs et des organismes administratifs du Québec.